# Diogenes Verlag

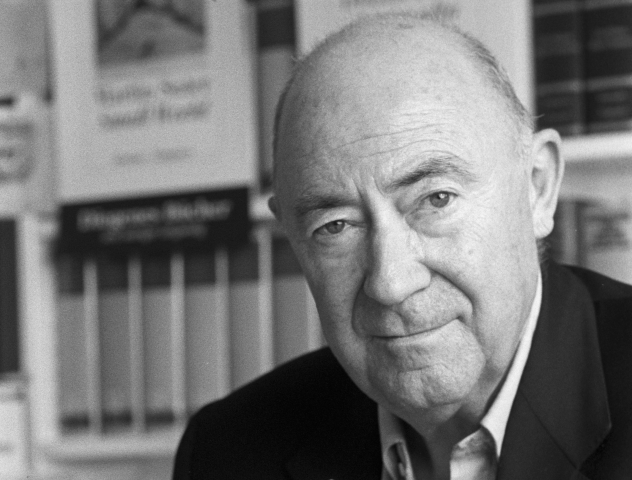
Daniel Keel, Gründer des Diogenes Verlags 1999 fotografiert von Monica Boirar

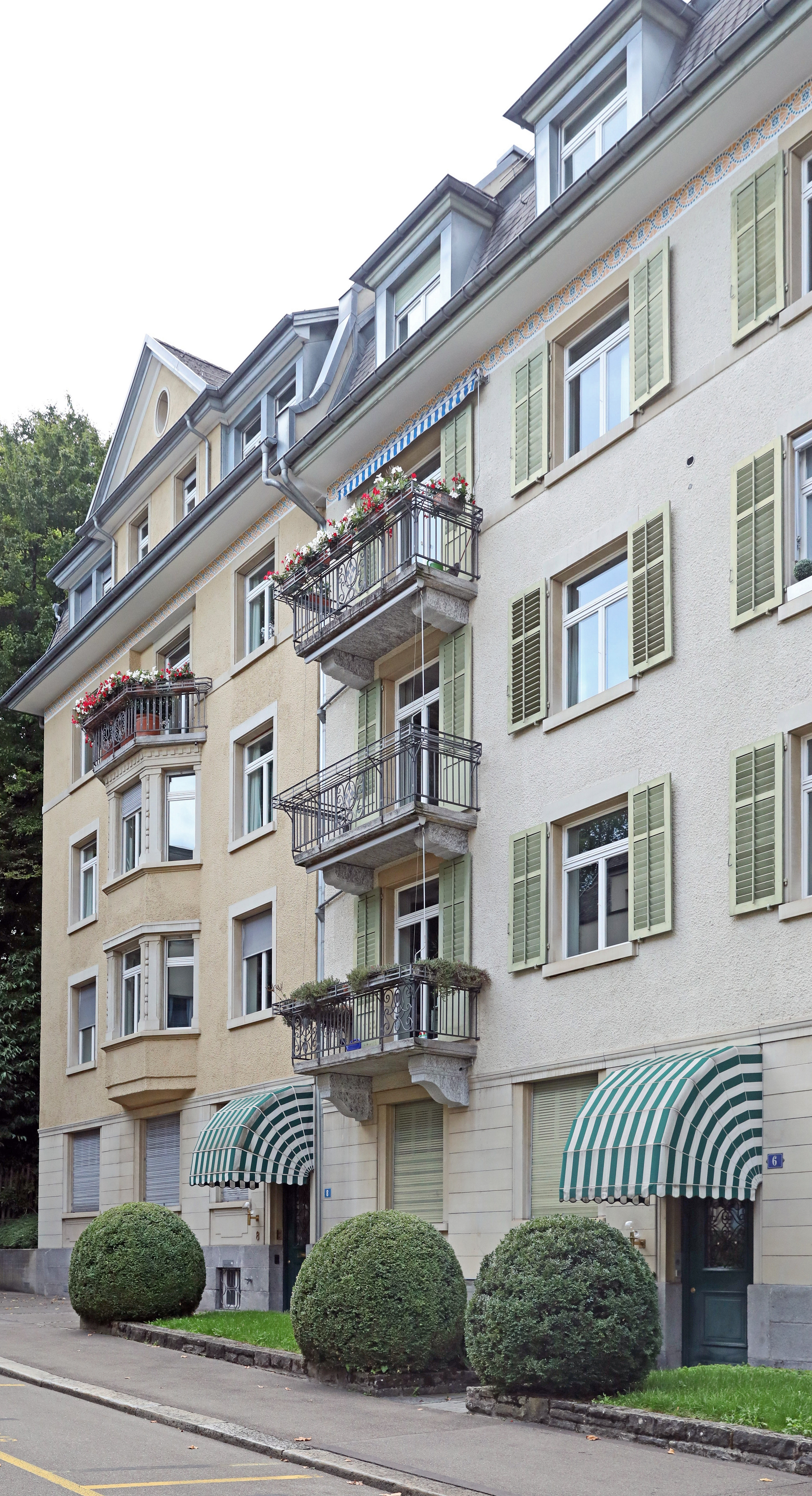
Im Haus links befindet sich der Diogenes-Verlag an der Sprecherstrasse 8 in Hottingen (Stadt Zürich)

Der Diogenes Verlag ist ein 1952 gegründeter Schweizer Buchverlag. Die Gesamtauflage beträgt über 300 Millionen Exemplare. Bisher sind fast 8000 Titel erschienen, von mehr als 800 Autoren und Künstlern, von denen etwa 2500 bis heute vertrieben werden.
Seit 2019 befindet sich die Diogenes Verlag AG, der grösste unabhängige Belletristikverlag Europas, vollständig im Besitz von Philipp Keel, der im April 2012 die Nachfolge seines Vaters Daniel Keel antrat.
Diogenes betreut  Theater- und Filmlizenzen wie von Friedrich Dürrenmatt. Besonders bekannt sind die Verfilmungen von Bernhard Schlinks Der Vorleser und Patrick Süskinds Das Parfum. Der Verlag vertritt zudem die Weltrechte von  deutschsprachigen und fremdsprachigen Autoren (u. a. Patricia Highsmith, Donna Leon, Petros Markaris, Tomi Ungerer, Leon de Winter).

## Verlagsprogramm
Schwerpunkt des Verlags ist die Belletristik. Es werden nicht nur Bücher von gegenwärtigen Autoren herausgegeben, sondern auch Klassiker.
Ebenfalls zum Programm gehören Kinderbücher, Cartoonbände, Kunstbücher und erzählende Sachbücher.
Bekannte Autoren, die vom Diogenes Verlag verlegt wurden, sind u. a.: Joan Aiken, Alfred Andersch, Jakob Arjouni, Honoré de Balzac, Ray Bradbury, Anton Čechov, Raymond Chandler, Paulo Coelho, Andrea De Carlo, Luciano De Crescenzo, Charles Dickens, Philippe Djian, Rolf Dobelli, Doris Dörrie, Jessica Durlacher, Friedrich Dürrenmatt, Ralph Waldo Emerson, William Faulkner, Federico Fellini, Anne Fine, F. Scott Fitzgerald, Gustave Flaubert, Dick Francis, Friedrich Glauser, Nikolai Wassiljewitsch Gogol, René Goscinny, Jeremias Gotthelf, Arnon Grünberg, Robert van Gulik, Erich Hackl, Dashiell Hammett, Kent Haruf, Patricia Highsmith, John Irving, Otto Jägersberg, Janosch, Gottfried Keller, Daniela Krien, Andrei Kurkow, Hartmut Lange, D. H. Lawrence, Donna Leon, Hugo Loetscher, Loriot, Annalena McAfee, Carson McCullers, Ross Macdonald, Ian McEwan, Ludwig Marcuse, W. Somerset Maugham, Thomas Meyer, Margaret Millar, Molière, Brian Moore, Sibylle Mulot, Magdalen Nabb, Friedrich Nietzsche, Walter Nigg, Ingrid Noll, Amélie Nothomb, Seán Ó Faoláin, George Orwell, Liaty Pisani, Christoph Poschenrieder, Laurens van der Post, Joachim Ringelnatz, Bernhard Schlink, Arthur Schopenhauer, Meir Shalev, Alan Sillitoe, Georges Simenon, Alexander Sinowjew, Muriel Spark, Jason Starr, Robert Louis Stevenson, Thomas Strittmatter, Patrick Süskind, Martin Suter, Andrzej Szczypiorski, Susanna Tamaro, Jim Thompson, Lew Nikolajewitsch Tolstoi, B. Traven, Mark Twain, Tomi Ungerer, Jules Verne, Barbara Vine, Martin Walker, Robert Walser, H. G. Wells, Walt Whitman, Valerie Wilson Wesley, Urs Widmer, Oscar Wilde, Leon de Winter und Banana Yoshimoto.
Zu den von Diogenes verlegten Künstlern gehören u. a. Jean Bosc, Chaval, Paul Flora, Edward Gorey, Loriot, Luis Murschetz, Christoph Niemann, Sempé, Roland Topor, Tomi Ungerer, F. K. Waechter und Reiner Zimnik. Einige von ihnen illustrierten auch andere Bücher des Verlages, vor allem Anthologien, oder lieferten Titelzeichnungen.
Kinderbuchillustratoren des Verlags sind Philippe Fix, Tatjana Hauptmann und Maurice Sendak.

## Umschlaggestaltung
Das einheitliche Umschlag-Layout macht die Diogenes-Bücher unverwechselbar: Ein dünner schwarzer, an den Ecken abgerundeter Rahmen auf weissem Grund umfasst oben ein Titelbild, darunter den Namen der Autoren, den Titel des Buches sowie den Verlagsnamen. Dieses Design findet seit 1985 Verwendung, seit 1990 mit der einheitlichen Schriftart Didot. Der Umschlagfarbe Weiss wurde ursprünglich ein Misserfolg prophezeit, heute liegt sie im Trend. Die Idee zum einheitlichen Cover und Corporate Design der Bücher stammt von Philipp Keel.

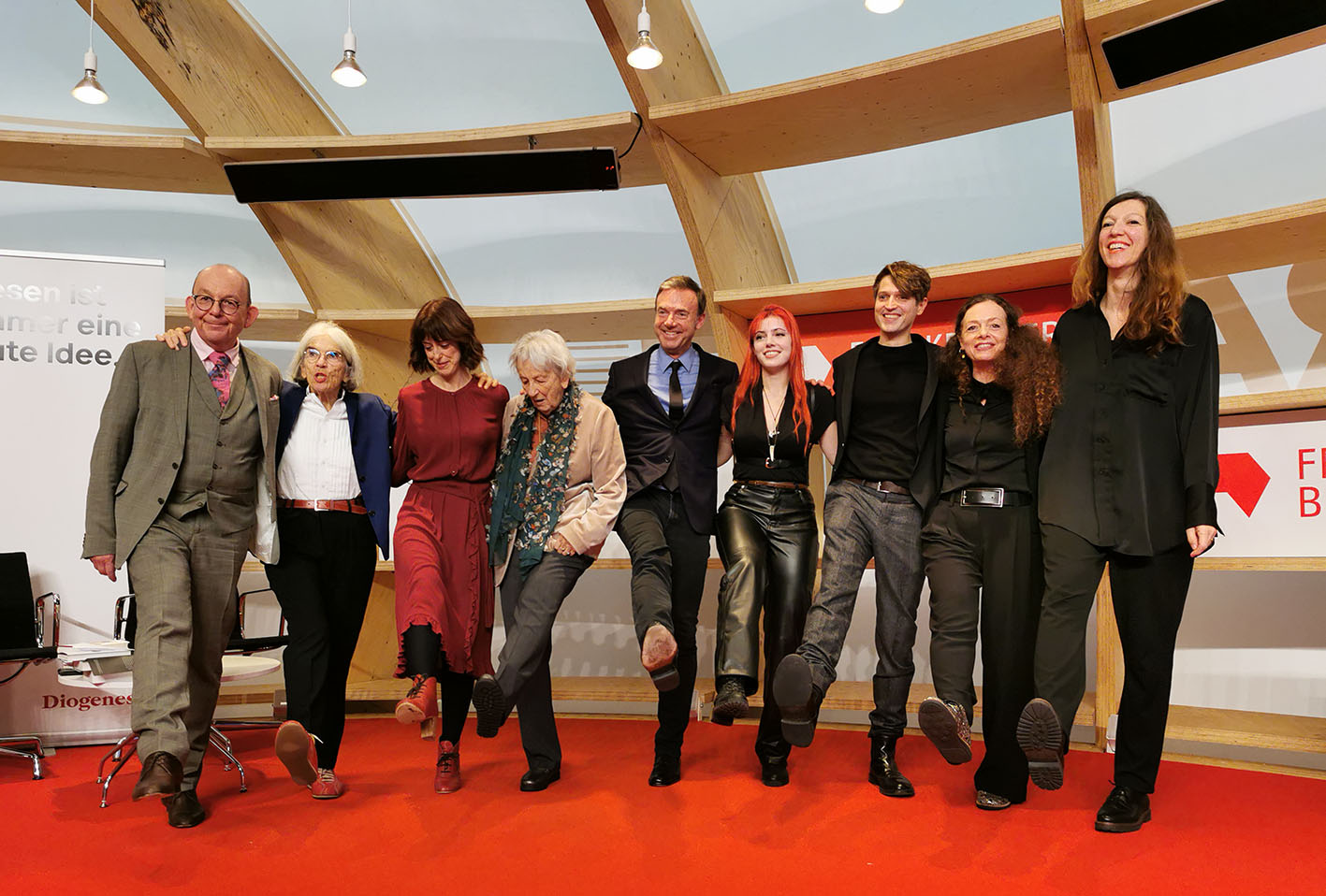
70. Geburtstag des Diogenes Verlages 2022: Denis Scheck, Donna Leon, Irene Vallejo, Ingrid Noll, Philipp Keel, Solomonica de Winter, Benedict Wells, Shelly Kupferberg, Stefanie vor Schulte auf der Frankfurter Buchmesse

Im April 2022 wurden Philipp Keel und der Diogenes Verlag mit dem »Premio Enrico Filippini« geehrt, der im Rahmen des Festivals Eventi letterari Monte Verità im schweizerischen Ascona vergeben wird und Personen und Initiativen auszeichnet, die in der Welt der Bücher voller Mut, Kreativität und Erfindungsreichtum tätig sind.

## Jüngere Vergangenheit und Gegenwart
2016 gründete Philipp Keel die Tochterfirma Diogenes Entertainment und ist seither bei zahlreichen Filmproduktionen als Executive Producer beteiligt.
Fast 100 neue Autoren hat Philipp Keel in den letzten Jahren unter Vertrag genommen. Einer der Erfolge der jüngeren Vergangenheit ist Die Liebe im Ernstfall von Daniela Krien (2019).
2022 feierte der Verlag sein 70-jähriges Bestehen.

## Geschichte

### Bis 1970

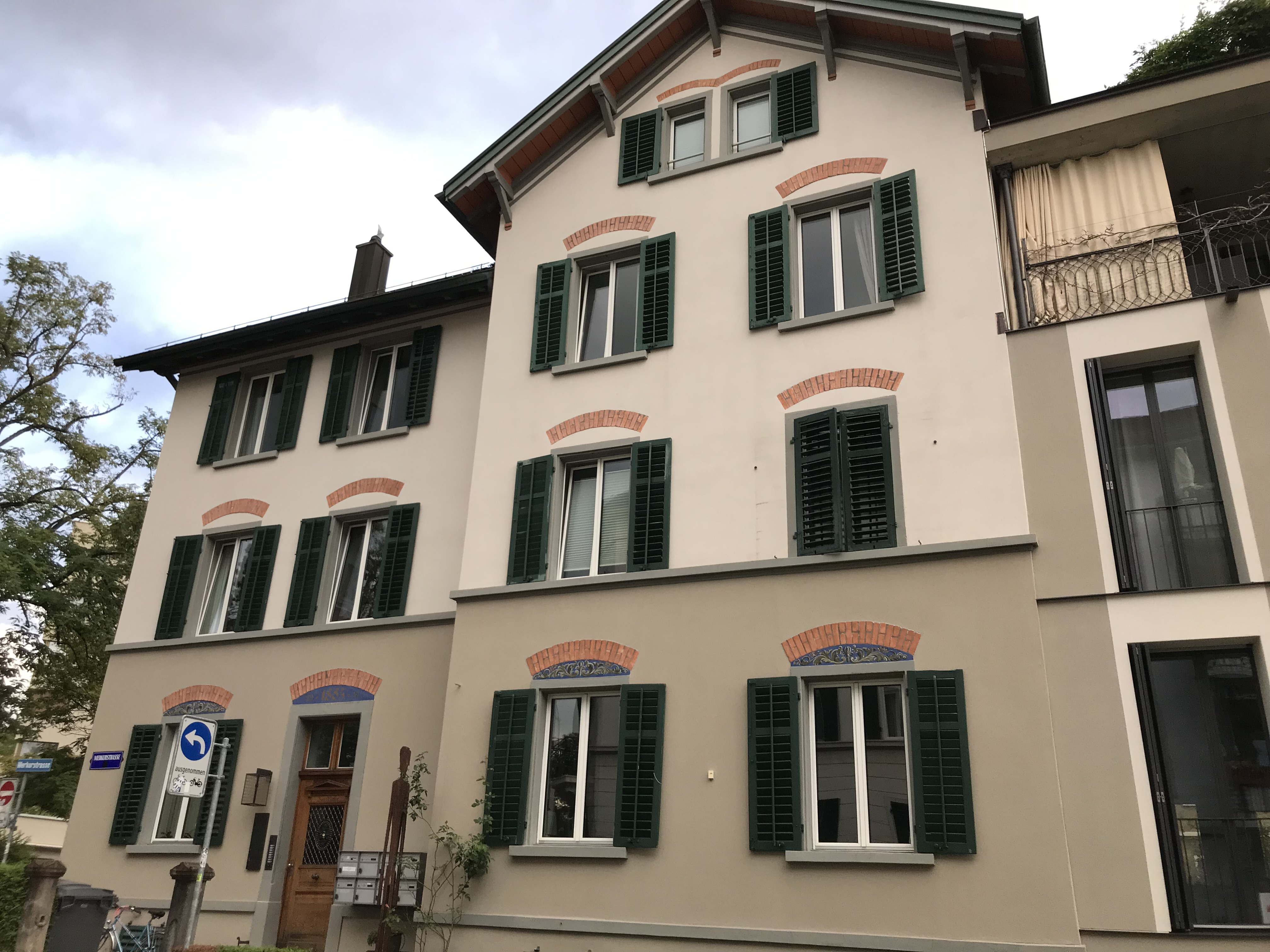
Diogenes-Verlag – Merkurstrasse 70, Zürich

Daniel Keel (1930–2011) gründete den Diogenes Verlag 1952 in der Merkurstrasse 70 in Zürich. Keel benannte den Verlag nach dem antiken griechischen Philosophen Diogenes von Sinope, da er für dessen Lebensstil Sympathie empfand. Als erstes Buch erschien von Ronald Searle Weil noch das Lämpchen glüht. Ein Jahr später nahm der Verlag das erste Mal an der Frankfurter Buchmesse teil. Auf den Hund gekommen, das erste Buch von Loriot im Verlag, erschien 1954. Keels Freund Rudolf C. Bettschart (1930–2015) kümmerte sich in seiner Freizeit um die Buchhaltung und die Organisation des Verlags. 1957 und 1958 wurden erste Programmschwerpunkte mit angelsächsischer Literatur und Kriminalgeschichten gesetzt. Im selben Jahr erschien das erste Buch des französischen Zeichners Sempé.
1960 zog der Verlag in die Rämistrasse 33 um. Im Erdgeschoss eröffnete Keel seine Galerie Daniel Keel. Es erschienen erste Bücher von Tomi Ungerer, Muriel Spark und Roland Topor. Am 1. November 1961 trat Rudolf C. Bettschart vollamtlich in den Verlag ein und übernahm die Buchhaltung. 1963 entstanden mit den Kinderbüchern von Reiner Zimnik und Tomi Ungerer die Kinderbuch- und mit Molière die Theaterabteilung. Ab 1963 wurde vom Diogenes Verlag die Zeitschrift Tintenfass herausgegeben. 1964 erschien der Erstling von Otto Jägersberg, Weihrauch und Pumpernickel, das der erste deutschsprachige Erfolg wurde. Im folgenden Jahr stiessen weitere Autoren wie Eric Ambler oder Patricia Highsmith hinzu. Mit der Diogenes Erzähler Bibliothek wurde eine Buchreihe lanciert, die äusserlich der Manesse Bibliothek der Weltliteratur ähnelte, sich aber auf Prosaklassiker des 20. Jahrhunderts konzentrierte.
Rudolf C. Bettschart konnte 1966 knapp den Verlag vor der Insolvenz bewahren. Das Unternehmen wurde in eine Aktiengesellschaft mit Keel und Bettschart als Teilhaber umgewandelt. Ebenfalls 1966 begann der Verlag damit, die Hauptwerke Jules Vernes in neuen, werkgetreuen Übersetzungen mit den Illustrationen der französischen Originalausgaben herauszubringen. Als erste erschienen 20.000 Meilen unter dem Meer, Von der Erde zum Mond und Reise um die Erde in achtzig Tagen. 1967 wechselte Alfred Andersch zum Diogenes Verlag, sein Buch Efraim schaffte es als erster Roman des Verlags auf die Bestsellerliste des Spiegel. Mit einer Startauflage von 50.000 Exemplaren gelang dem Verlag der grosse Wurf: Loriots großer Ratgeber erschien. Ausserdem wurde das erste Buch von Patricia Highsmith, Venedig kann sehr kalt sein, publiziert.

### 1970er Jahre
1970 zog der Verlag ein weiteres Mal um: In die Sprecherstrasse 8, wo er auch heute noch seinen Sitz hat. Ein Jahr darauf erschienen die ersten Taschenbücher unter der Bezeichnung detebe. Zudem führte man die ISBN ein. 1972 war der Verlag nicht auf der Frankfurter Buchmesse vertreten. Zwei Jahre später erschienen die Krimis zum ersten Mal mit einem schwarz-gelben Cover. Alfred Andersch veröffentlichte seinen letzten Roman, Winterspelt.
Tomi Ungerer gestaltete 1975 Das große Liederbuch, eine Sammlung von bekannten Liedern. Das Buch wurde einer der grössten Erfolge der Verlagsgeschichte. 1976 veröffentlichte Alfred Andersch sein Gedicht artikel 3(3) in der Frankfurter Rundschau, das zu einem Feuilletonskandal wurde: Andersch kritisierte den so genannten Radikalenerlass, der hauptsächlich gegen Kommunisten gerichtet war. Darauf folgten erboste Leserbriefe, Andersch wurde als linker Faschist beschimpft, der das Dritte Reich verharmlose. Der Programmdirektor des SWF, Dieter Stolte, verbot dem Moderator Jürgen Lodemann, das Gedicht in dessen Sendung Literaturmagazin verlesen zu lassen. Gerade dadurch erregte das Gedicht – auf unfreiwillige Weise – grosse Aufmerksamkeit.
1977 existierte der Verlag 25 Jahre. Es erschien Balzacs Menschliche Komödie. Ein Jahr darauf stiess F. K. Waechter zu den Autoren des Verlags, dessen Cartoonband Wahrscheinlich guckt wieder kein Schwein zu einem Erfolg wurde. Dennoch gab es weitere finanzielle Schwierigkeiten. 1979 boykottierte der Diogenes Verlag die Frankfurter Buchmesse erneut, diesmal aus Qualitätsgründen. Der Schweizer Schriftsteller Friedrich Dürrenmatt wechselte vom Arche Verlag zu Diogenes.

### 1980er Jahre

Das Parfum, hier die Taschenbuchausgabe von 1994 (Erstausgabe 1985)

Am 21. Februar 1980 starb Alfred Andersch in der Schweiz. Kurz nach seinem Tod erschien seine Erzählung Der Vater eines Mörders, gefeierter Kritikererfolg sowie literarisches Vermächtnis.
1982 brach im Lektorat ein Streit aus, in dessen Folge verliess der bisherige Cheflektor Gerd Haffmans den Verlag und gründete den Haffmans Verlag. Drei weitere Lektoren, unter anderem der Joyce-Experte Fritz Senn, wurden entlassen, der Verlag büsste im Feuilleton an Ansehen ein. 1984 nahm der Verlag nach fünfjähriger Abwesenheit wieder an der Frankfurter Buchmesse teil. Im Mittelpunkt stand dabei die Werkausgabe von George Orwell.
1985 gliederte Diogenes seine Verlagsauslieferung aus und gründete mit dem Benziger Verlag die Bücherdienst AG in Einsiedeln, welche mit der Zeit die Verlagsauslieferung für 30 Verlage übernahm und als viertgrösste Verlagsauslieferung der Deutschschweiz weitere Arbeitsplätze im ländlichen Einsiedeln schuf. Zwanzig Jahre später fusionierten die damaligen Besitzer mit dem zweitgrössten Zwischenbuchhandelsunternehmen der Schweiz, der zugerischen Verlagsauslieferung Balmer (90 Verlage) zur Balmer Bücherdienst AG zusammen.
1985 landete der Diogenes Verlag mit Patrick Süskinds Roman Das Parfum einen Weltbestseller, der zum bestverkauften Buch in der gesamten Verlagsgeschichte wurde. Diogenes übernahm auch die Weltrechte von Friedrich Dürrenmatt. Als unerwarteter Erfolg erwies sich das Sachbuch von Luciano De Crescenzo, Die Geschichte der griechischen Philosophie. Ein Jahr später stiessen neue Autoren wie Jakob Arjouni, Doris Dörrie und Bernhard Schlink zu Diogenes.
Andrzej Szczypiorskis Roman Die schöne Frau Seidenman wurde 1988 ein Erfolg für den polnischen Schriftsteller, der dadurch auch im deutschsprachigen Raum bekannt wurde. 1989 fiel die Berliner Mauer, ein Jahr darauf bereisten drei Vertreter des Verlags die neuen Bundesländer. Der österreichische Karikaturist Manfred Deix veröffentlichte sein erstes Buch bei Diogenes.

### 1990er Jahre

Der Vorleser. Taschenbuch von 1997

1990 verursachte Friedrich Dürrenmatt mit seiner Rede Die Schweiz – Ein Gefängnis einen Skandal in der Schweiz: Dürrenmatt verglich bei der Gottlieb-Duttweiler-Preisverleihung für Václav Havel die Schweiz mit einem Gefängnis in Europa. Im folgenden Jahr wurde Diogenes als Verlag des Jahres ausgezeichnet.
Donna Leon schrieb 1993 ihren ersten Brunetti-Kriminalroman. 1994 erschien die Werkausgabe von Joachim Ringelnatz bei Diogenes. Der Umbau des Verlagsgebäudes begann 1995, im selben Jahr erschien Der Vorleser von Bernhard Schlink, ein grosser Erfolg, insbesondere, da dies der erste deutschsprachige Roman war, der es auf die Bestsellerlisten der New York Times schaffte. Patricia Highsmith starb, kurz nach ihrem Tod wurde Small g – eine Sommeridylle publiziert. 1999 erschien die Verfilmung von Der talentierte Mr. Ripley von Anthony Minghella.
1996 folgte mit Paulo Coelhos Der Alchimist ein weiterer Bestseller.

### 2000er Jahre
2000 stellte Diogenes seine erste Website ins Internet, ein Relaunch erfolgte im Juni 2008. 2002 feierte der Verlag sein 50. Jubiläum. Es erschien eine erfolgreiche 12-bändige Jubiläumsedition mit Werken von Patricia Highsmith, John Irving und Bernhard Schlink.
Zwischen 2008 und 2009 gab Diogenes eine neue Maigret-Gesamtausgabe in 75 Bänden heraus, der sich von 2010 an eine Ausgabe von 50 ausgewählten Non-Maigret-Romanen Georges Simenons anschloss.

### 2010er Jahre
Im August 2017 wurde bekannt, dass der Verlag nach fast 40 Jahren die Rechte am Gesamtwerk von Georges Simenon im deutschen Sprachraum an den Kampa Verlag verloren hat.

## Film
- «Von Büchern und Menschen.» Diogenes – ein Verlagsporträt. Dokumentarfilm, Deutschland, Schweiz, 1998, 55:45 Min., Buch und Regie: Rosemarie Pfluger, Produktion: 3sat, SF DRS, Erstsendung: 27. September 1998, Inhaltsangabe von 3sat, (Memento vom 12. April 2013 im Webarchiv archive.today), Besprechung:[11]